# Саломо Франк
Саломо Франк (на немски: Salomo Franck, 6 март 1659, Ваймар – 14 юни 1725, Ваймар) е германски поет и либретист. Днес е известен като автор на текстове за кантати на Йохан Себастиан Бах.

## Биография
Саломо Франк произхожда от семейство със стари традиции, свързано с херцогския двор във Ваймар. Франк учи в Университета на Йена. След следването си заема правителствен пост, като консисториен секретар, библиотекар и ръководител на нумизматична колекция – пост, притежавани от членовете на семейството му от поколения.
Франк е типичен дворцов поет на немския Висок барок. Неговото основно творчество се състои от строфични свещени текстове и поздравителни поеми, които са били достатъчно висок стандарт, за да му спечелят видното членство в дружеството Фрухтбрингенде. Неговите текстове са типични за 17 век, съчетаващи стихове с библейски пасажи (напр. в неговата Evangelische Seelen-Lust, 1694). В средата на 50-те си години той приема новите поетични принципи, адаптирайки се към ариите да капо и речитативите, използвани в кантатите. Именно с тези текстове започва сътрудничеството му с Бах през 1714 г. Доколкото е известно, всички Ваймарски религиозни кантати на Бах са по текстове на Франк, с изключение на две, написани от Едерман Номайстер и Георг Кристиан Лемс. Дори и в Лайпциг Бах продължава да работи по текстове на Франк, отчасти чрез преработка на съществуващите кантати (напр. BWV 70 и BWV 80) и които отчасти изграждат нови такива (BWV 72 и BWV 168).